# NN-138
La carretera NN‑138 es una vía departamental secundaria ubicada en el departamento de Chontales, al sureste de Nicaragua. Esta carretera conecta el municipio de El Coral con San Pedro de Lóvago, fortaleciendo la conectividad regional entre ambas comunidades.

## Trazado y cruces
| km   | Localidad / Punto   | Departamento | Conexión / Ruta |
| ---- | ------------------- | ------------ | --------------- |
| 0,0  | El Coral            | Chontales    | NN 137          |
| 8,5  | El Guácimo          | Chontales    | Camino rural    |
| 17,2 | San Pedro de Lóvago | Chontales    | Calle local     |

## Coordenadas
Uno de los tramos de la NN‑138 puede ser encontrado en las coordenadas: 11°18′31″N 84°02′36″O / 11.3085, -84.0432